# Chuyến săn sư tử của Ashurbanipal

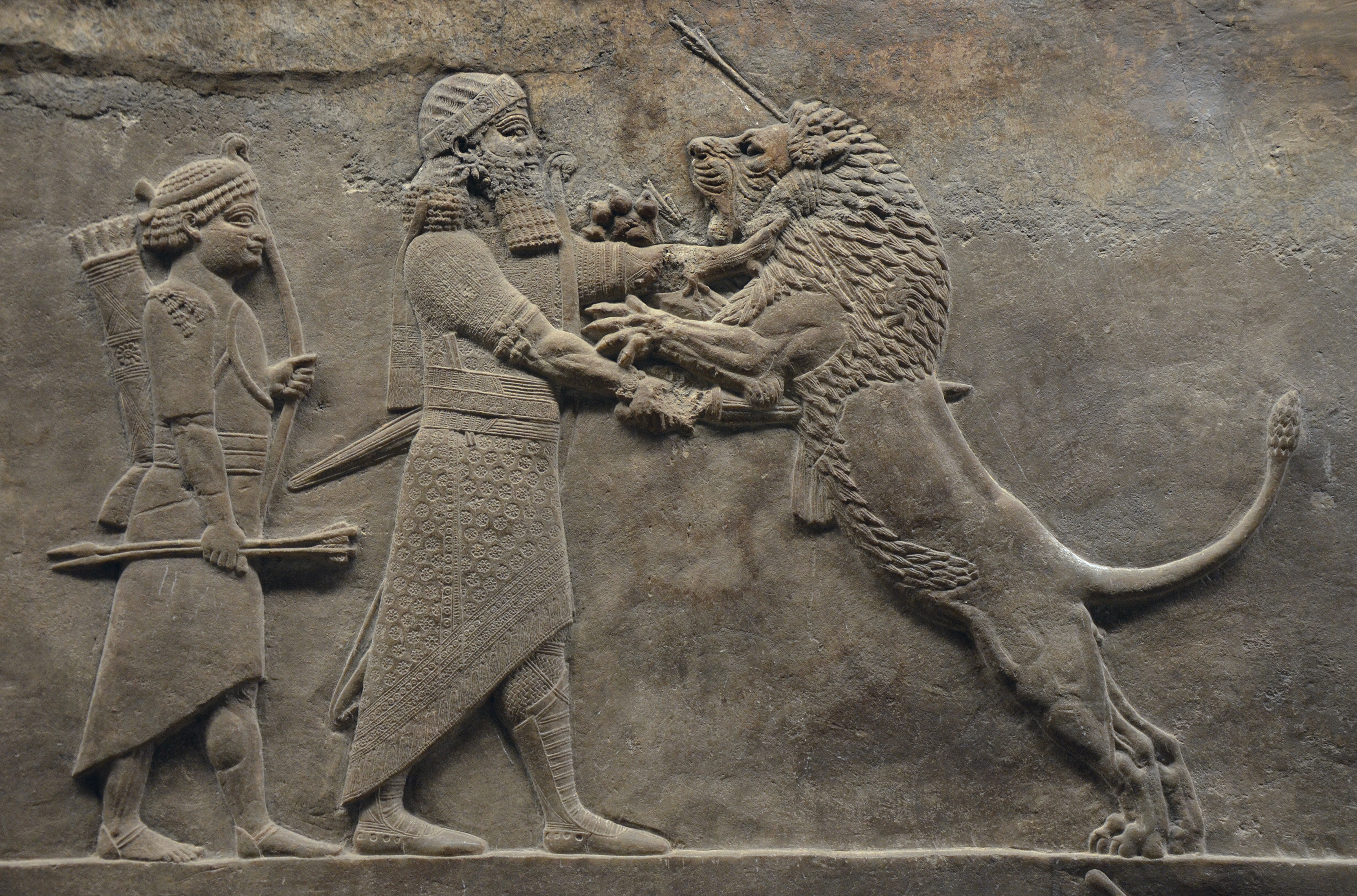
Chạm nổi vua Ashurbanipal giết chết một con sư tử, c. 645–635 TCN

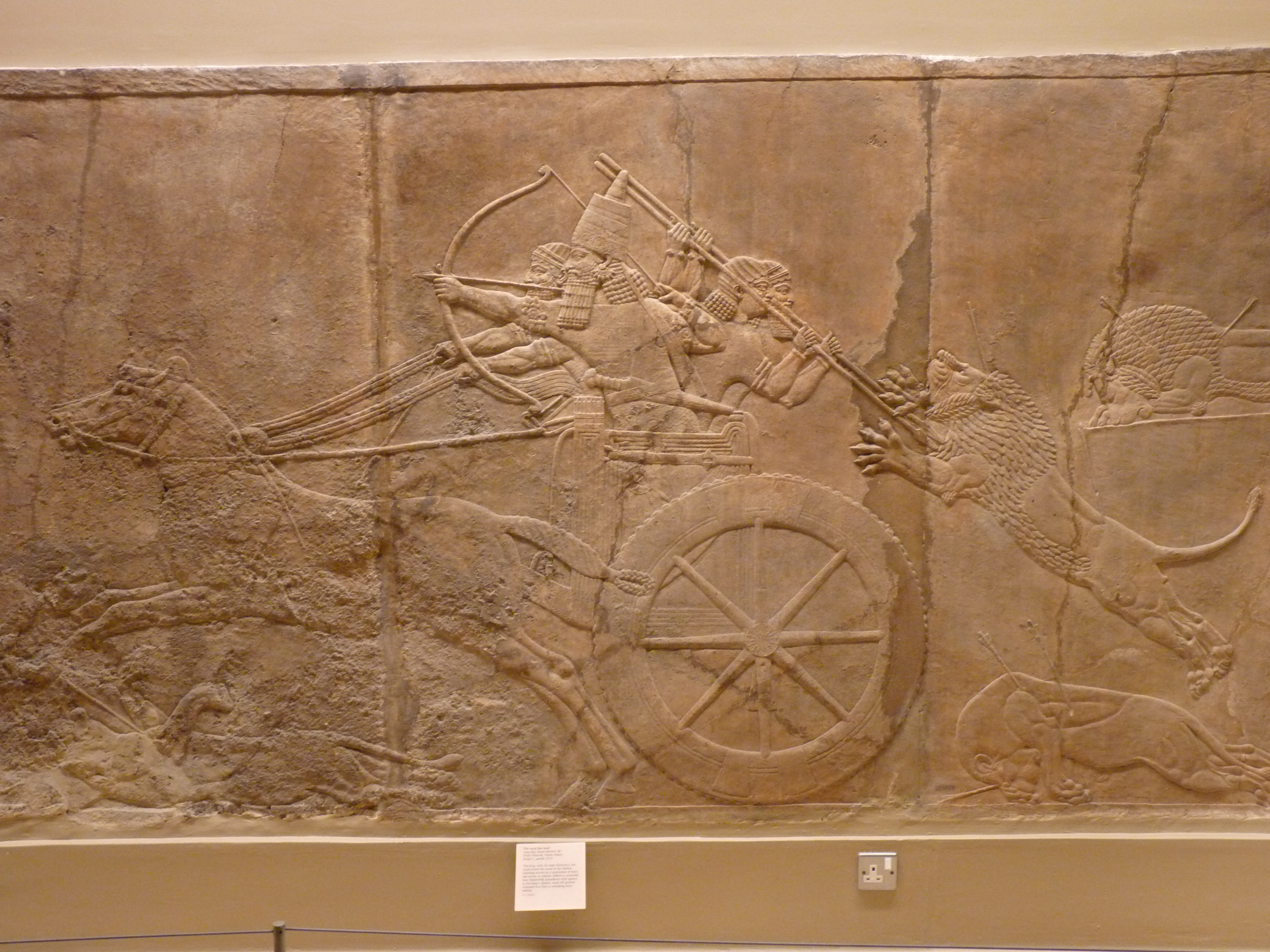
Nhà vua bắn mũi tên từ chiếc xe của mình, trong khi những thợ săn đi theo chống lại một con sư tử đằng sau

Chuyến săn sư tử của Ashurbanipal là một nhóm phù điêu cung điện nổi tiếng của nghệ thuật điêu khắc Assyria ở Cung điện phía Bắc của thành phố cổ Nineveh mà bây giờ được trưng bày trong phòng 10a của Bảo tàng Anh. Nó được coi là "những kiệt tác tối cao của nghệ thuật Assyria". Các tấm phù điêu khắc nổi cho thấy một nghi lễ chính thức "săn" của vua Ashurbanipal (trị vì 668 - c. 631/627 TCN) trong một đấu trường, nơi mà sư tử châu Á bị bắt được thả ra khỏi lồng để nhà vua giết mổ bằng mũi tên, giáo, hoặc thanh kiếm của mình. Điều này đã được diễn ra khoảng 645-635 TCN, và ban đầu được khắc theo trình tự khác nhau được đặt xung quanh cung điện. Có lẽ ban đầu các bức tranh đã được sơn, và tạo thành một phần của một tổng thể trang trí màu sắc rực rỡ.
Các tấm hoặc chỉnh hình từ Cung điện phía Bắc được khai quật bởi Hormuzd Rassam năm 1852–54, và William Loftus vào năm 1854–55, hầu hết được gửi về Bảo tàng Anh, nơi chúng được yêu thích với các sử gia công chúng và những người yêu nghệ thuật cổ đại thời đó. Chủ nghĩa hiện thực về sư tử luôn được ca ngợi, mặc dù đối với khán giả ngày nay, những sinh vật tội nghiệp khiến họ động lòng. Tuy nhiên, chúng ta không nên cho rằng con người Assyria cổ đại cũng có cảm giác tương tự. Các nhân vật có thể chỉ nhìn thấy trong tư thế nhìn nghiêng trong của các tấm phù điêu, đặc biệt là nhà vua trong vài lần xuất hiện của ông, nhưng sư tử có nhiều tư thế, sống, hấp hối và chết.
Các chạm khắc trong khoảng thời gian 250 năm cuối mà cung điện phù điêu Assyrian chạm khắc cho thấy phong cách của nó phát triển nhất và tốt nhất. Ashurbanipal là vị vua Assyrian vĩ đại cuối cùng, và sau khi triều đại của ông kết thúc đế quốc Neo-Assyria đã xảy ra một cuộc nội chiến tàn khốc giữa con cháu của ông, tướng lĩnh và các lực lượng nổi loạn của đế quốc. Vào năm 612, có lẽ ít nhất là 25 năm sau khi chúng được thực hiện, đế chế đã sụp đổ và Nineveh bị san phẳng và thiêu rụi.

## Săn sư tử Assyria

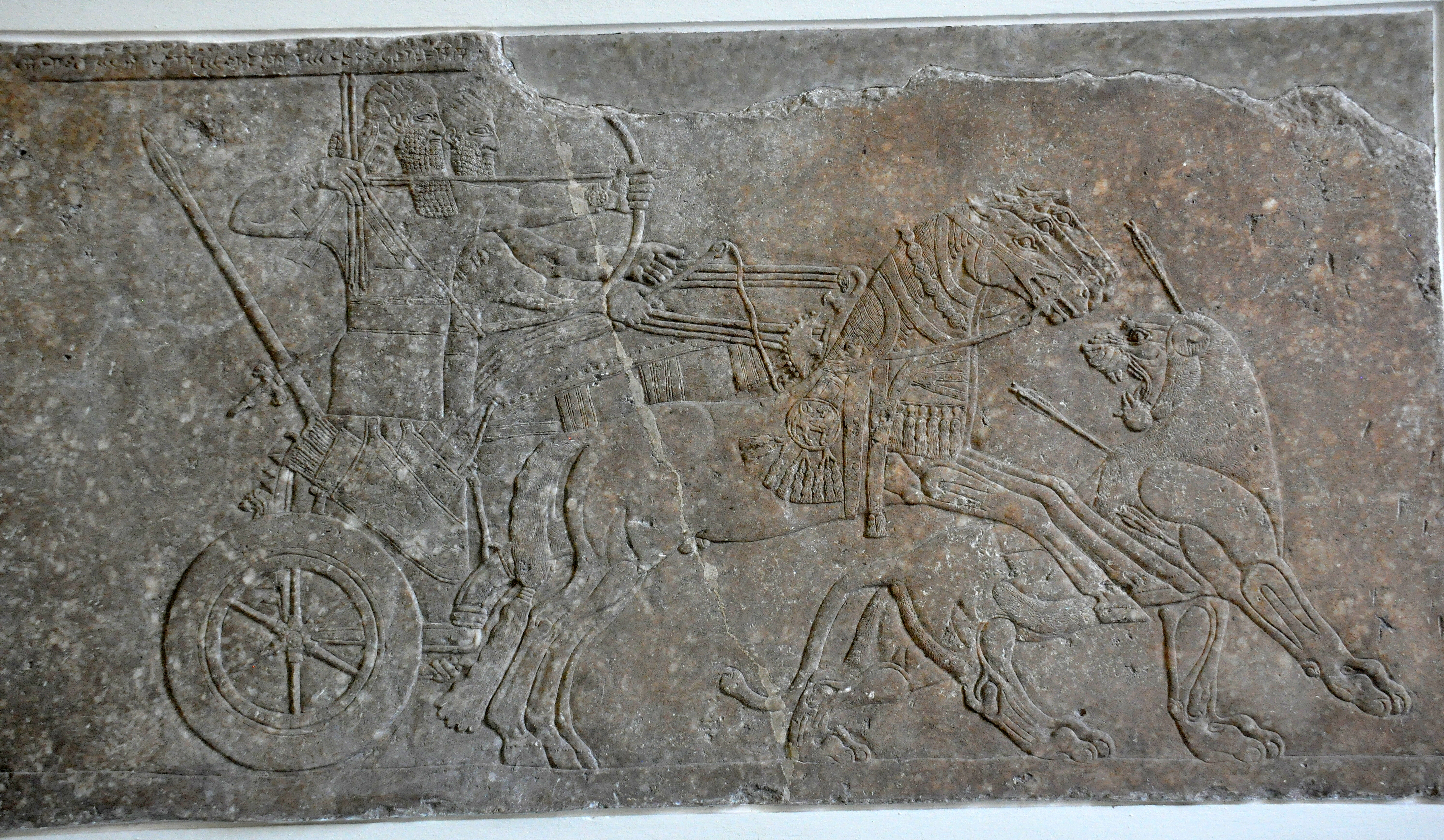
Cảnh săn bắn sư tử của Ashurnasirpal II từ cung điện của ông ở Nimrud. Thế kỷ 9 TCN. Bảo tàng Pergamon, Berlin

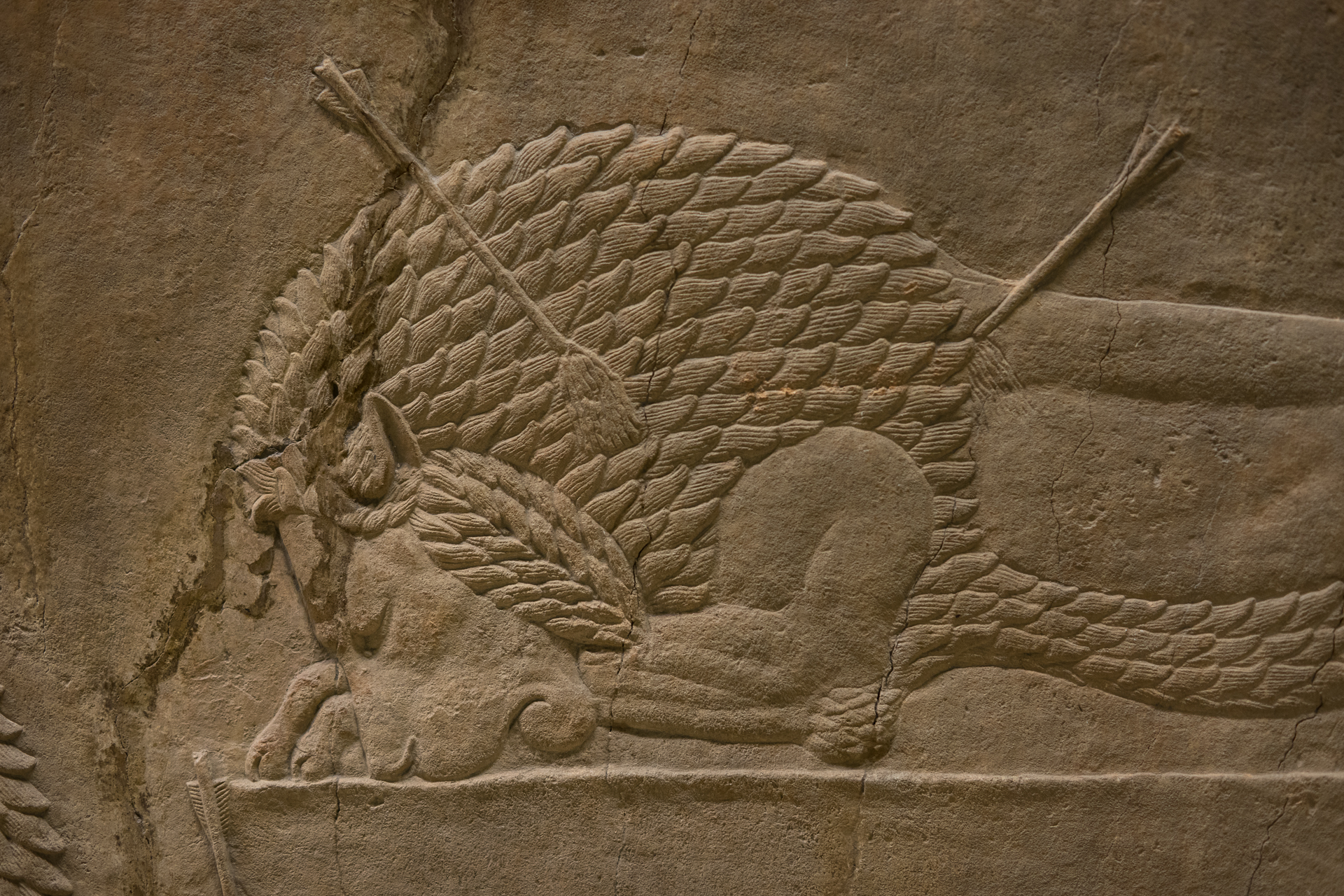
Cận cảnh sư tử chết

Trong hơn một thiên niên kỷ trước khi có những tấm phù điêu này, có vẻ như việc giết chết sư tử đã trở nên phổ biến ở Mesopotamia cho hoàng tộc, và các vị vua thường được thể hiện trong các tác phẩm nghệ thuật như vậy. Có thể nhìn thấy một khía cạnh tôn giáo đối với hoạt động này. Một lá thư còn sót lại trên một bảng đất sét ghi lại rằng khi một con sư tử bước vào một căn nhà trong phạm vi sinh sống, nó nhất định phải mắc bẫy và chở đi theo thuyền đến chỗ nhà vua. Sư tử châu Á, ngày nay chỉ sống sót trong một quần thể nhỏ ở Ấn Độ, thường nhỏ hơn giống ở châu Phi.
Trong các phù điêu sau này, sư tử bị bắt được thả vào một không gian kín, được hình thành bởi những người lính tạo nên một bức tường chắn. Mặc dù bị săn bắn, sư tử Mesopotamian sống sót trong vùng hoang dã, cho đến năm 1918.
Sư tử đôi khi có thể bị nuôi nhốt. Ashurnasirpal II, trong một dòng chữ khoe khoang sở thú của mình, nói: "Với trái tim tàn nhẫn của tôi, tôi bắt được 15 con sư tử từ núi và rừng. Tôi đã lấy đi 50 con sư tử con. Tôi dồn chúng vào Kalhu (Nimrud) và cung điện của đất tôi nhốt. Tôi nuôi đàn con của chúng với số lượng lớn."

## Phù điêu cung điện
Có khoảng hai chục bộ cảnh săn sư tử được ghi nhận trong các cung điện Assyria được ghi lại, hầu hết đưa ra đề tài xử lý ngắn gọn hơn nhiều ở đây. Các cung điện Neo-Assyria được trang trí rất rộng rãi với những phù điêu như vậy, được chạm khắc trong một phù điêu rất thấp trên các phiến đá chủ yếu là thạch cao, rất phong phú ở miền bắc Iraq. Các loài động vật khác cũng được cho là bị săn đuổi, và chủ đề chính để giải thích tường thuật là chiến dịch chiến tranh của nhà vua đã xây dựng cung điện. Các phù điêu khác cho thấy nhà vua, tòa án của ông, và " thần linh có cánh " và các vị thần nhỏ bảo vệ lamassu.
Hầu hết các phù điêu cung điện chiếm các bức tường của các hội trường lớn, với một số phòng theo thứ tự. Nhưng những cảnh săn sư tử ở Cung điện phía Bắc đến từ nhiều hơn một không gian; chủ yếu là từ các lối đi tương đối hẹp, dẫn ra các phòng lớn hơn. Chúng không hoàn chỉnh. Một số ban đầu cũng ở tầng trên, mặc dù chúng đã rơi xuống dưới mặt đất vào thời điểm chúng được khai quật. Thiết lập ban đầu của chúng là về kích thước, không khác với cách chúng được trưng bày ngày hôm nay, mặc dù trần nhà đã cao hơn. Cung điện giống như một sư tử nam và nữ thư giãn trong một khu rừng xanh tươi, sư tử cái kêu lách cách, một "bài ca râm mát" có lẽ đại diện cho vật nuôi cung điện, mà đôi khi chúng ta biết về sư tử.

## Cảnh

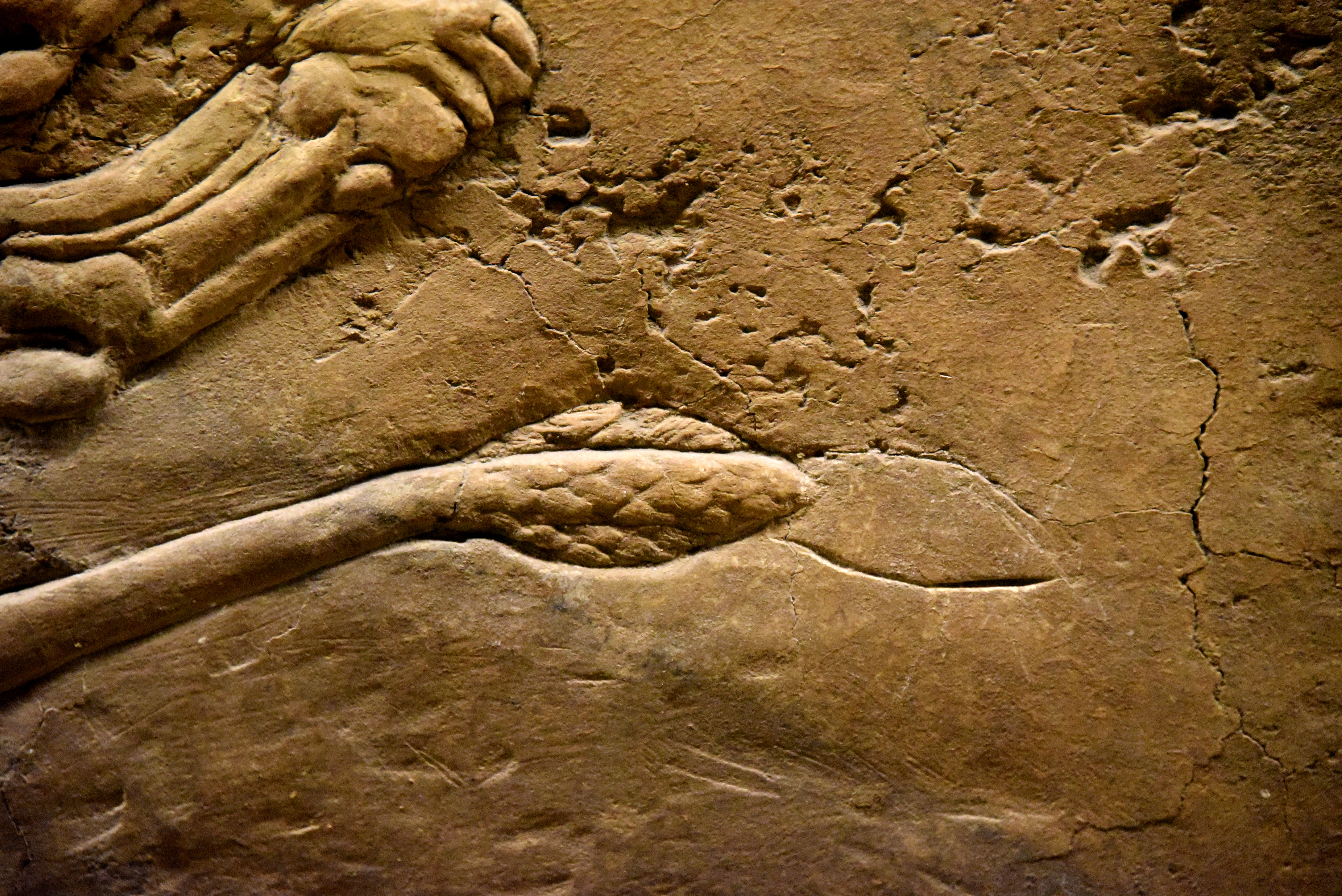
Các chùm ở phần cuối của một trong những con sư tử chết 'đuôi đã bị thất lạc ban đầu bởi các nhà điêu khắc. Phác thảo của nó có thể được nhìn thấy rõ ràng.

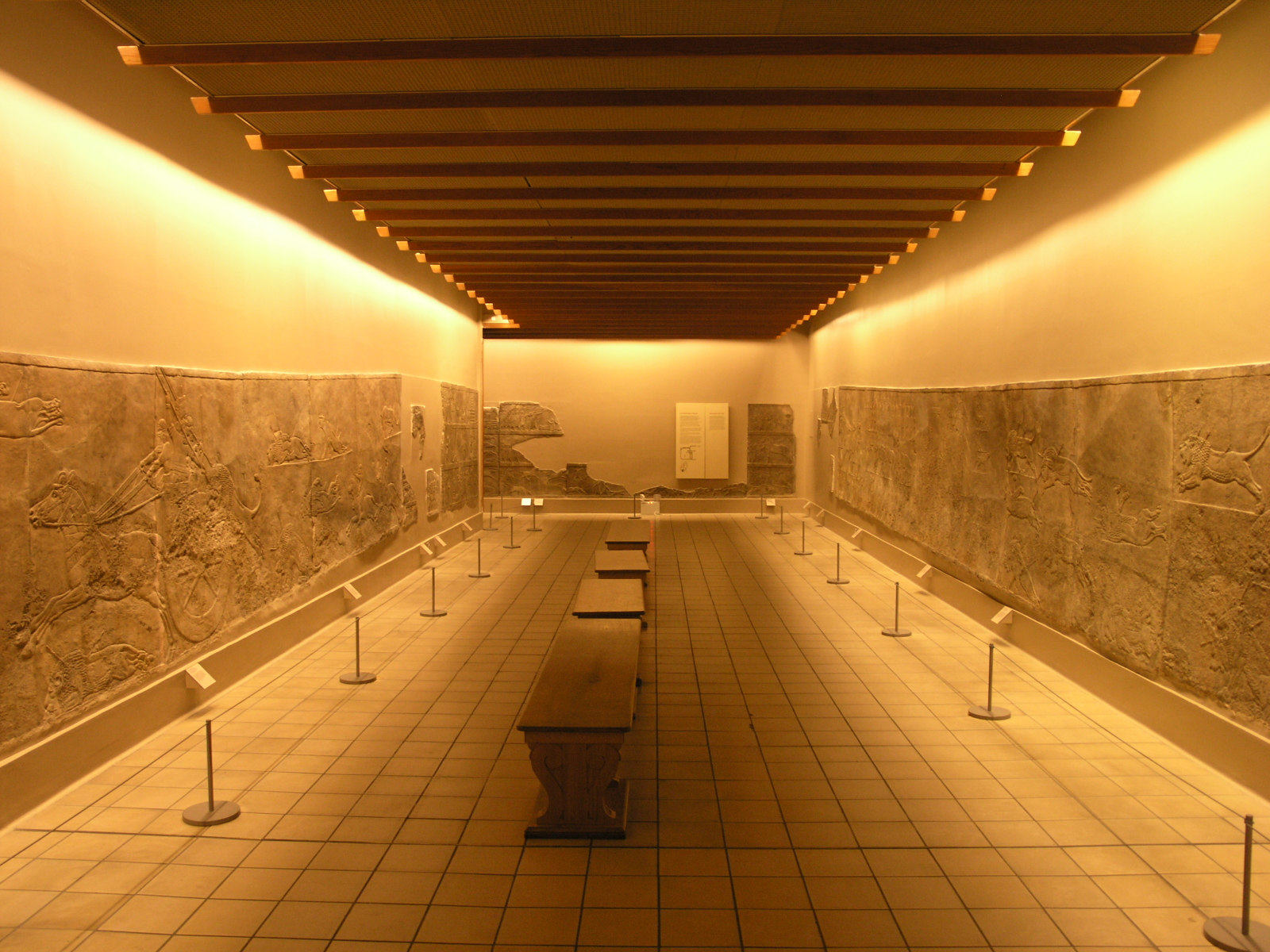
Phòng 10a, Bảo tàng Anh.

Một số phù điêu săn sư tử chiếm toàn bộ chiều cao của sàn trưng bày, giống như hầu hết các phù điêu Hồi giáo của Assyria, các cảnh chiến dịch quân sự từ cùng một cung điện chủ yếu được chia thành hai thanh ghi ngang. Các phù điêu đến từ tầng trên có cảnh trên ba thanh ghi. Các đường thẳng được chỉ định rõ ràng, không phải luôn luôn là như vậy, và thực sự một số sư tử được đưa ra một khung cảnh riêng khi tạo thành một phần của một cảnh lớn hơn. Cũng như các loài động vật, được mô tả với "sự tinh tế phi thường của người quan sát", việc khắc chi tiết trang phục của nhà vua đặc biệt tốt. Ở giai đoạn cuối trong thời kỳ điêu khắc, đuôi của gần như tất cả các con sư tử trong các phù điêu đã được cách điệu lại.

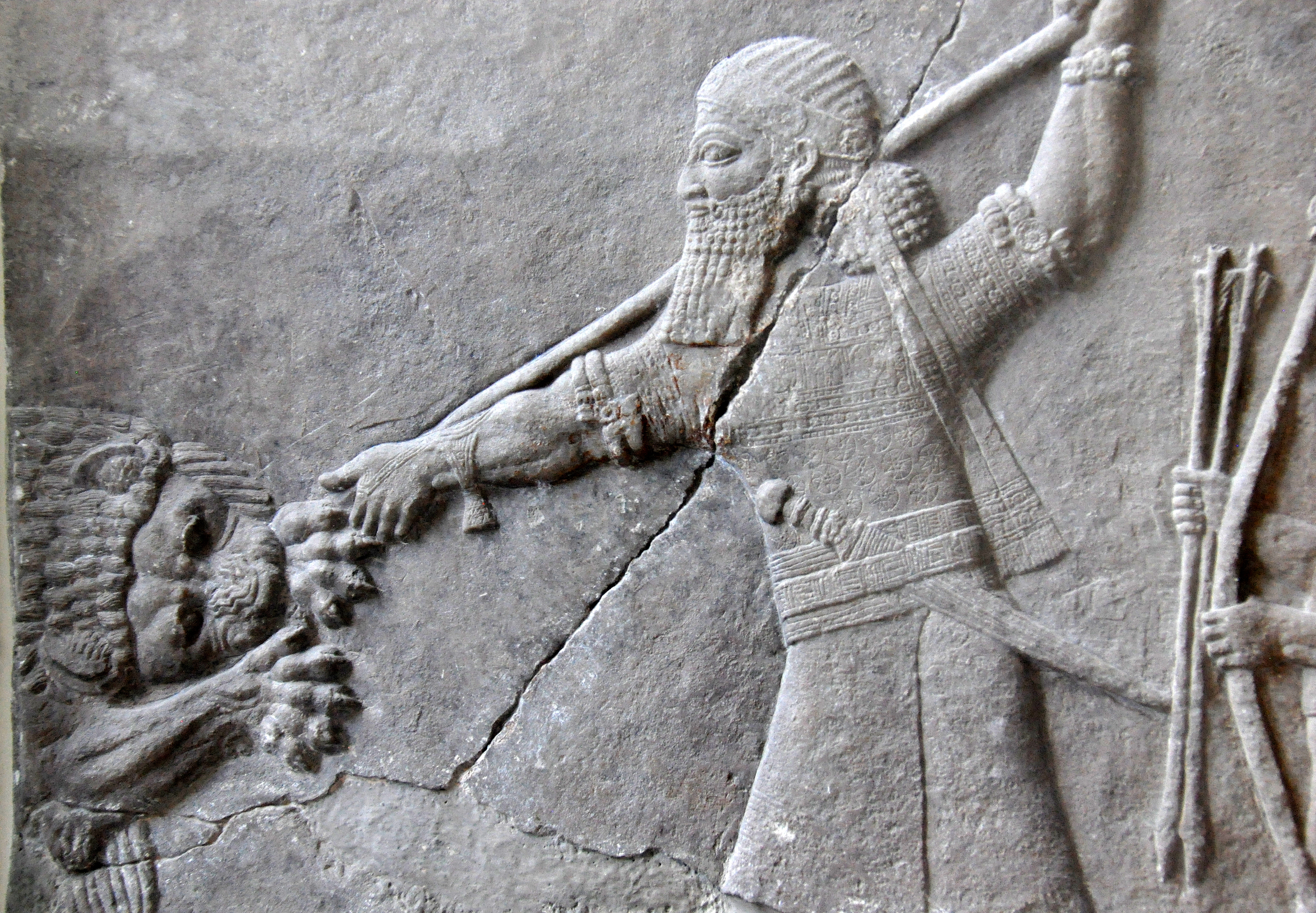
Ashurbanipal II săn một con sư tử. Thế kỷ VII TCN. Bảo tàng Pergamon
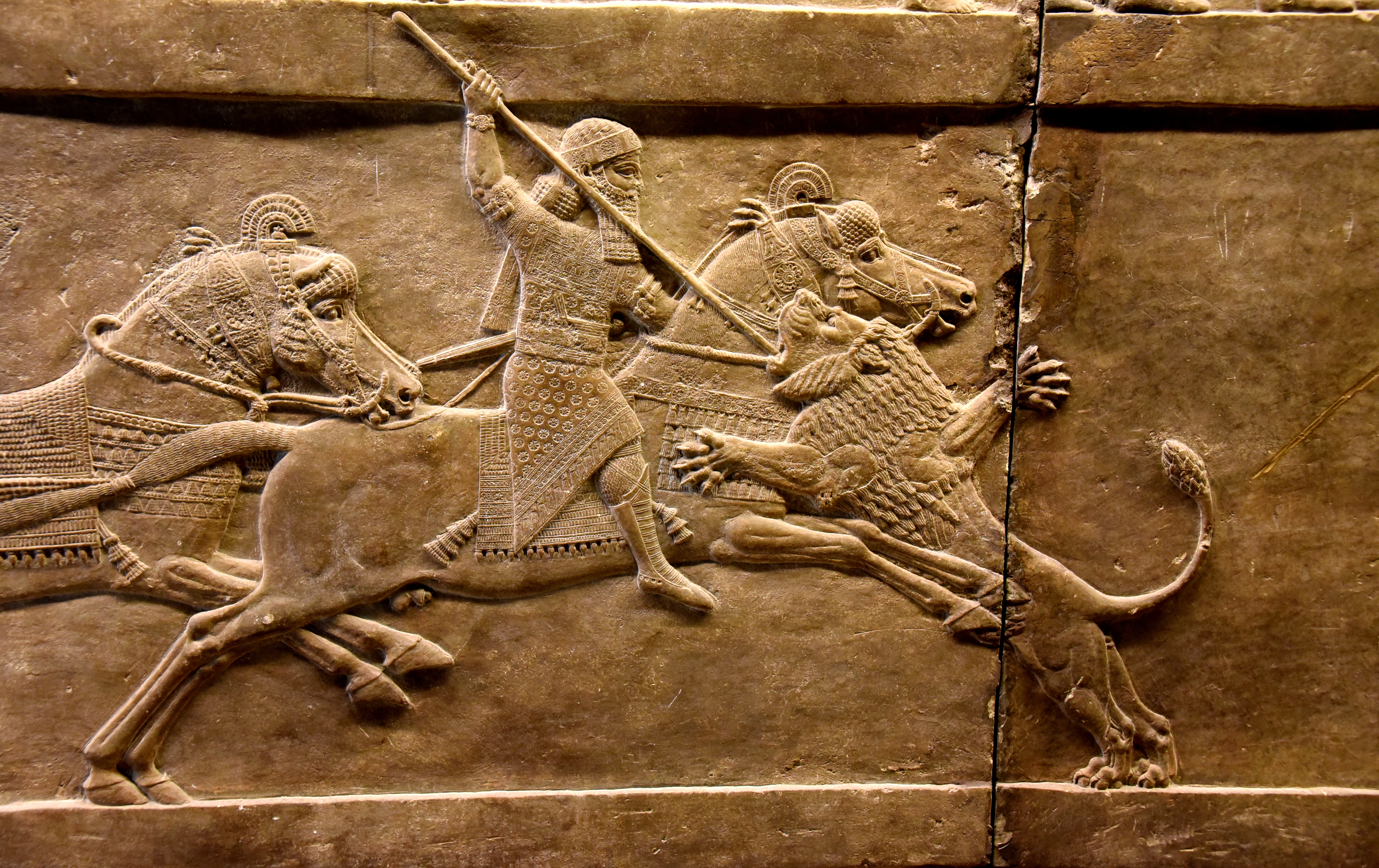
Ashurbanipal trên lưng ngựa dùng một cây thương đâm vào đầu sư tử
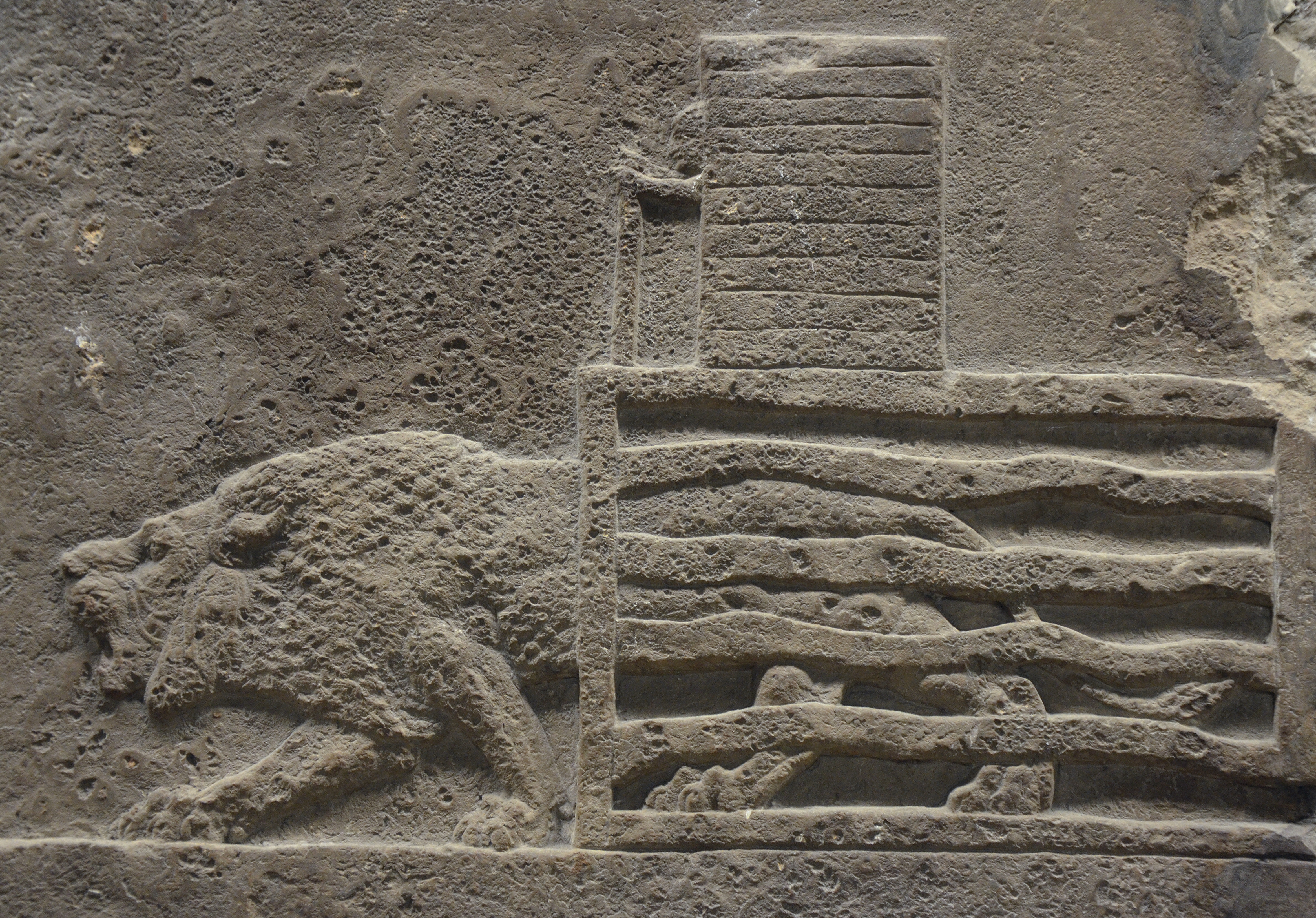
Một người hầu thả một con sư tử ra khỏi lồng của nó
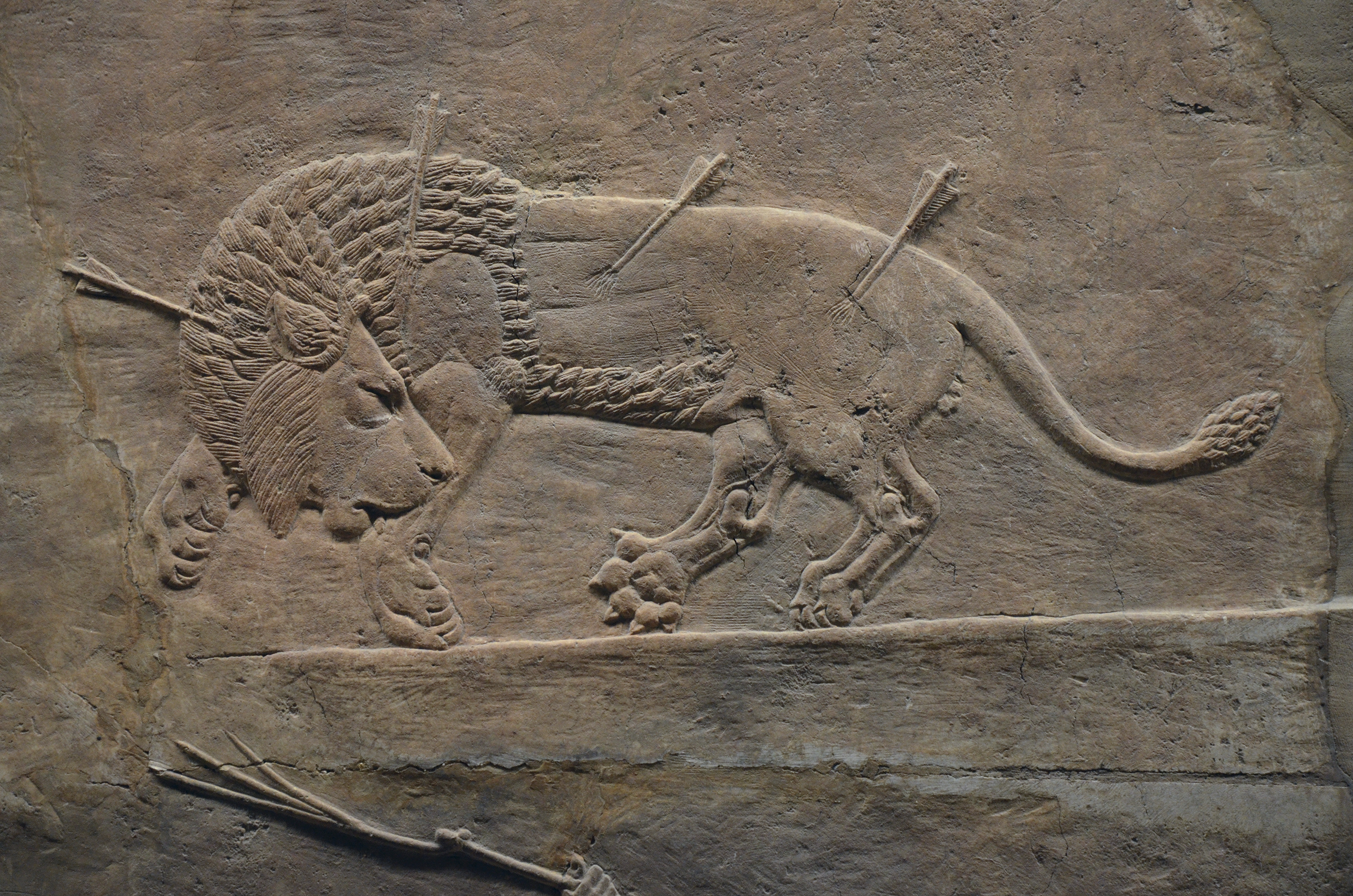
Sư tử bị thương
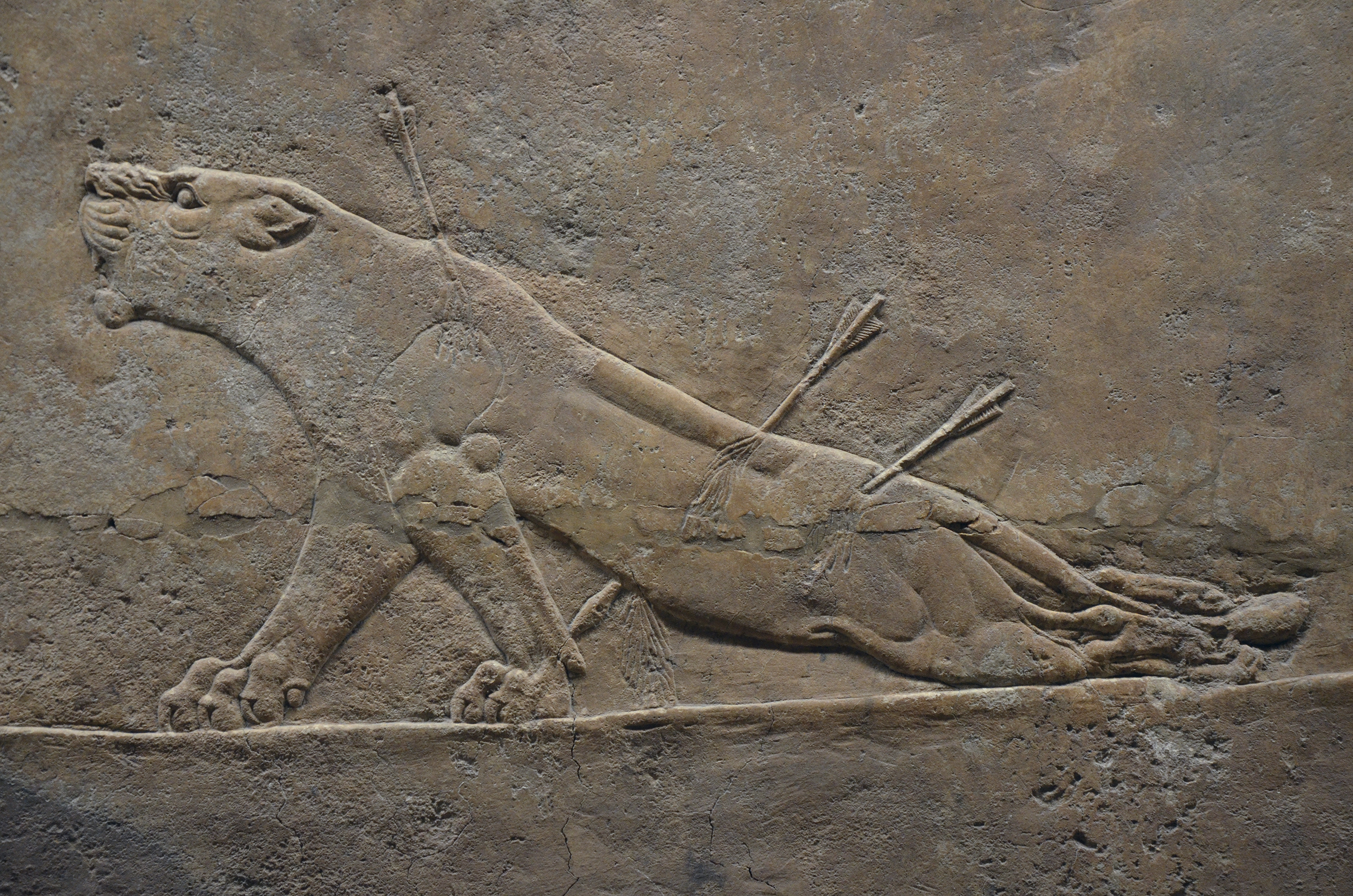
Sư tử sắp chết
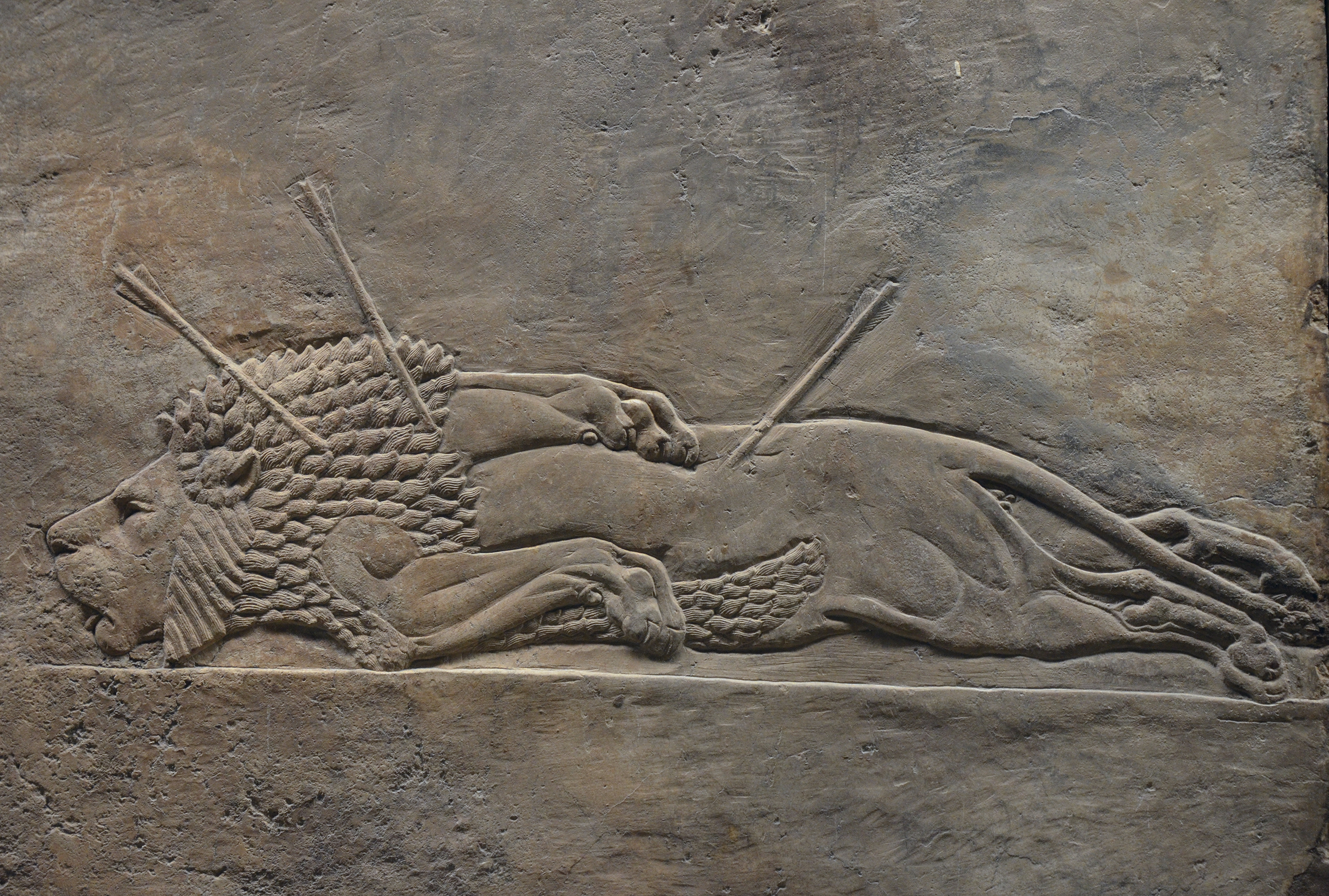
Sư tử chết
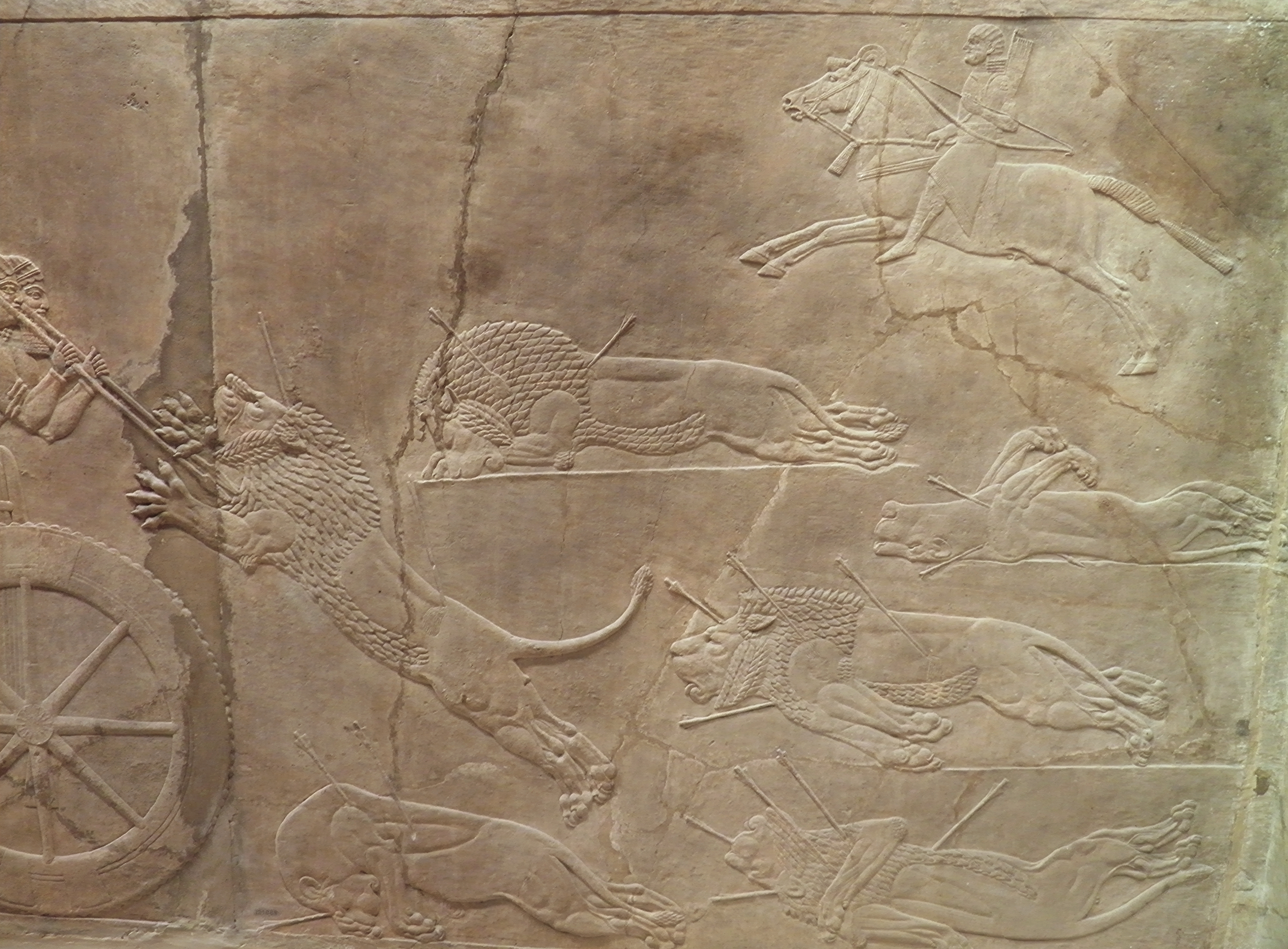
Sư tử bị giết đằng sau xe ngựa của nhà vua
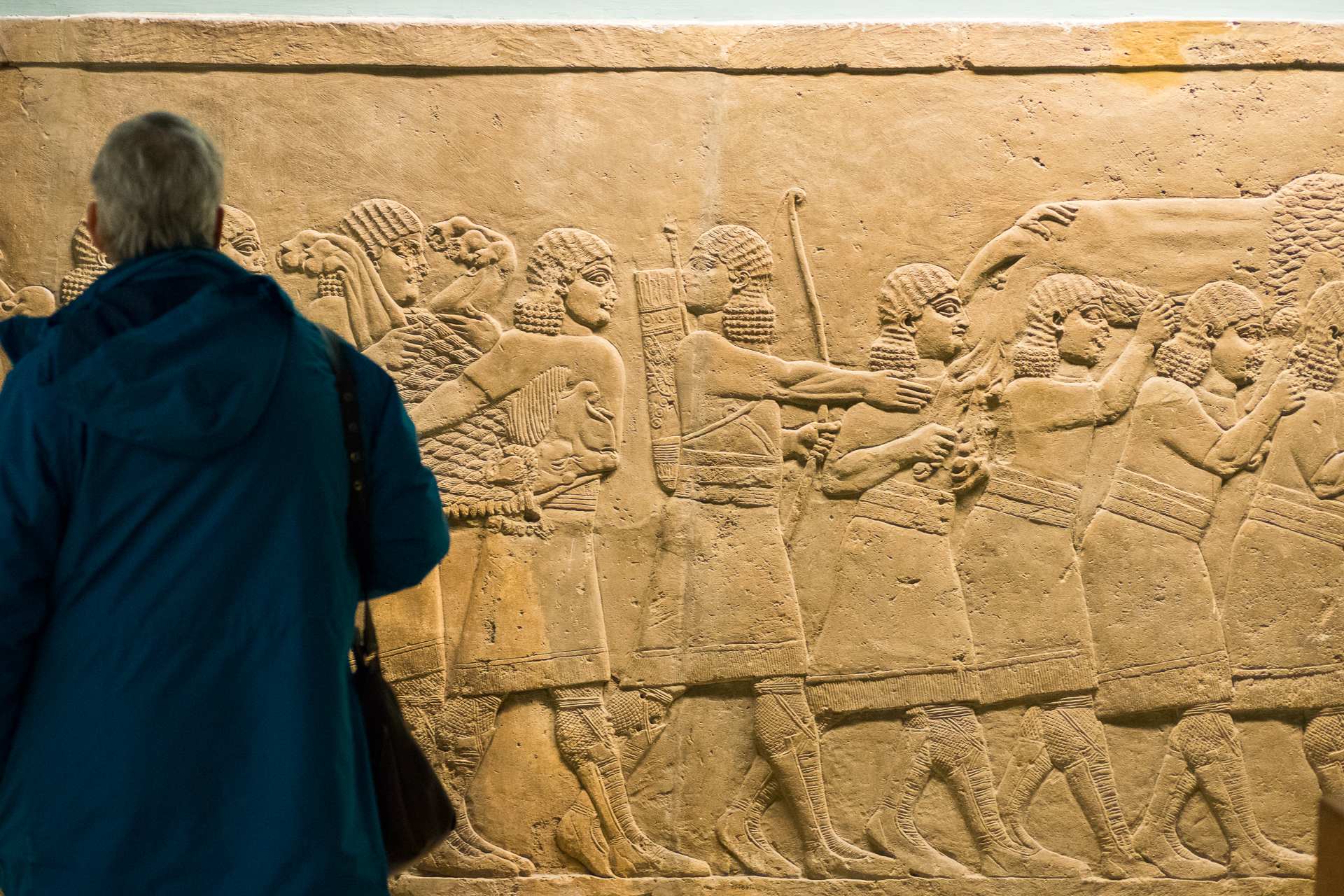
Thợ săn mang sư tử chết đi
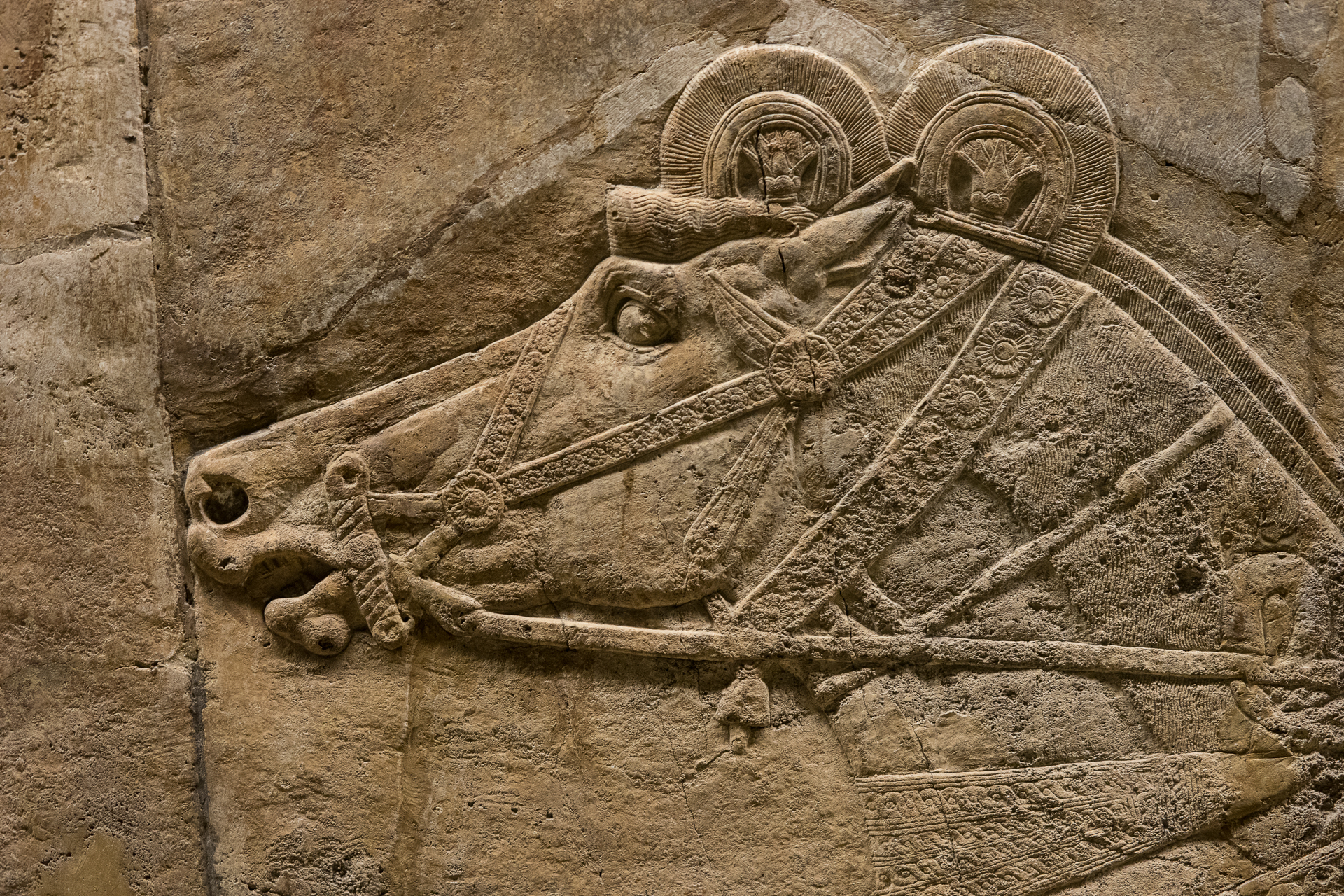
Ngựa chiến
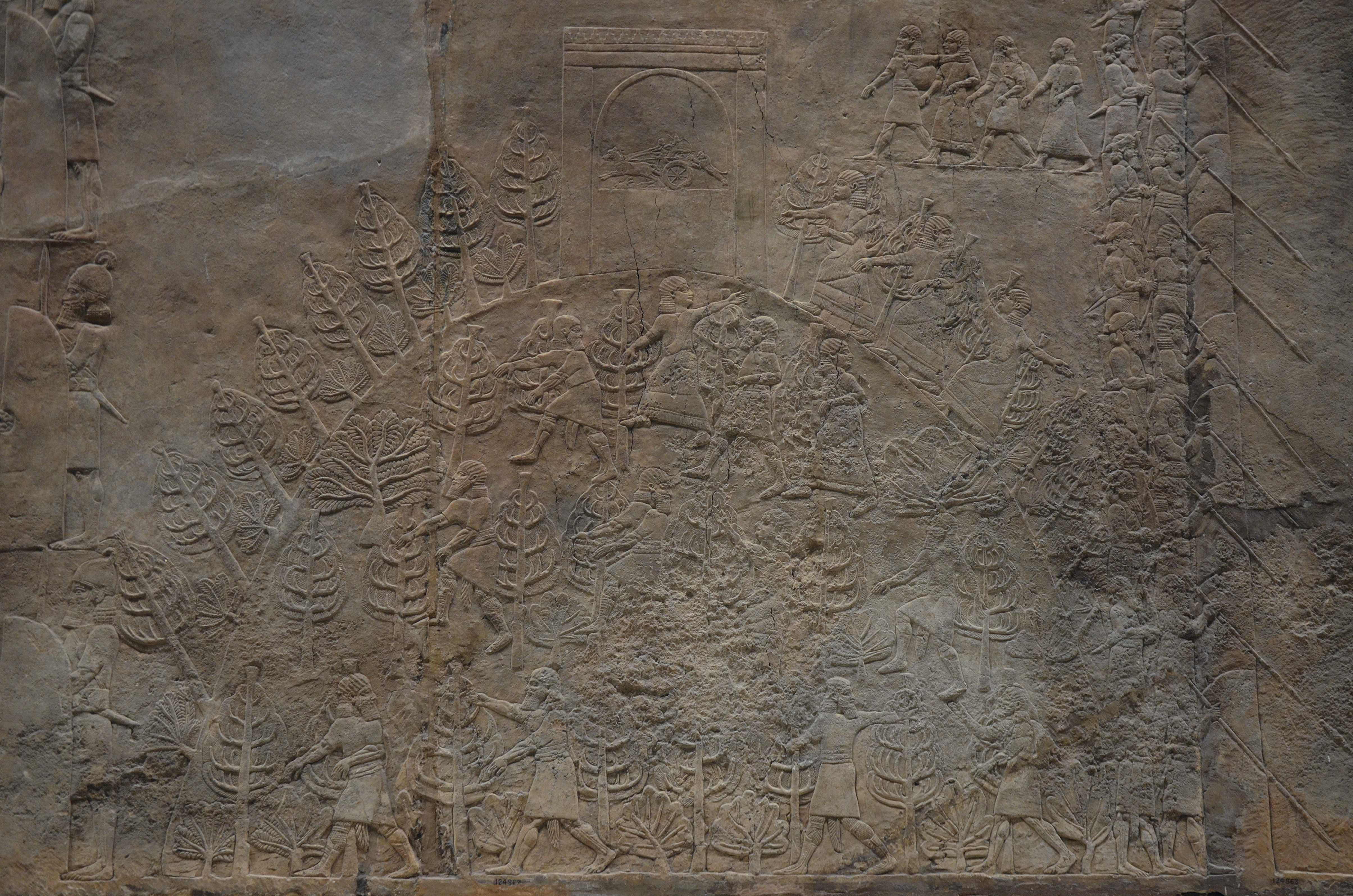
Ngọn đồi, với bức tường thành chắn ở bên phải
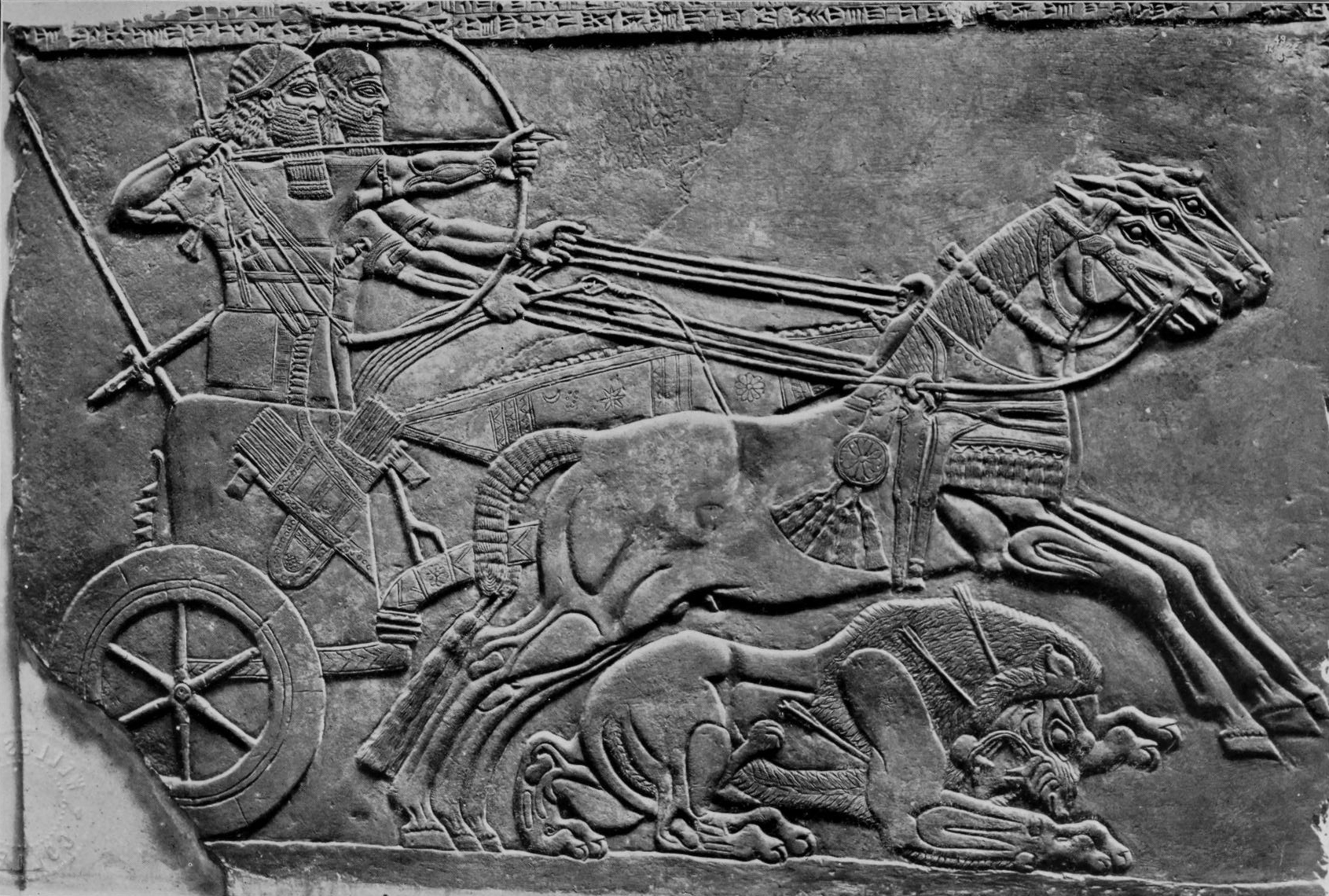